# Список керівників держав 910 року
Список керівників держав 909 року — 910 рік — Список керівників держав 911 року — Список керівників держав за роками

## Європа

### Британські острови
- Шотландія:
  - Альба (королівство) — Костянтин II, король (900—943)
- Вессекс — Едуард Старший, король Англії (899—924)
- Думнонія — Рікат, король (900—910); Хівел ап Каделл, король (910—926)
- Йорвік — Еовілс і Хальфдан II, король (902—910); Рагналл Уа, король (910—921)
- Східна Англія — Ґутрум II, король (902—918)
- Уельс:
  - Бріхейніог — Теудр IV, король (900—934)
  - Гвент — Брохвайл ап Мейріг, король (880—920)
  - Дівед  — Хівел II Добрий, король (905—920)
  - Гвінед — Анарауд ап Родрі, король (878—916)
  - Глівісінг — Оуайн ап Хівел, король (886—930)
  - Сейсіллуг — Клідог ап Каделл, король (909—920)

### Північна Європа
- Свеаленд — Бйорн Еріксон, конунг (882—910)
- Данське королівство — Олаф Зухвалий, король (903—910); Ґирд Олафсон (910/915) і Ґнупа Олафсон; Сіґтрюґґ Ґнупассон (910/915-917)
- Ірландське королівство — Фланн Сінна, верховний король (879—916)
- Норвезьке королівство — Гаральд I Норвезький, король (872—930)
  - Вестфольд — Гаральд I Норвезький, конунг (бл. 860—930)

### Франція
Західне Франкське королівство — Карл III Простакуватий (898—922)
- Аквітанське герцогство — Гільом I Благочестивий, герцог (893—918)
- Ангулемське графство — Алдуїн I, граф (886—916)
- Бретанське королівство — Гурмаелон, князь (908— 913/914)
- Васконське герцогство (Гасконь) — Гарсія II Санше, герцог (бл. 893 — бл. 930)
- Готська марка — Гільом I Благочестивий, маркіз (886—918)
- Ампуріас — Суньєр II, граф (862—915)
- Барселонське графство — Віфред II, граф (897—911)
- Руссільйонське графство — Суньєр II, граф (896—915)
- Каркассонське графство — Акфред II, граф (908—934)
- Тулузьке графство — Ед, маркграф (877—918/919)
- Урхельське графство — Суніфред II, граф (897—928)
- Руерзьке графство — Ерменгол, граф (906 — бл. 935)
- Нантське графство — Фульк I Рудий, граф (907—914)
- Овернське графство — Гільом I Благочестивий, граф (886—918)
- Отенське графство — Річард I Заступник, граф (880—918)
- Пуатевінське графство — Ебль Манцер, граф (902—934)
- Труа — Ед, маркграф (886—918)
- Шалонське графство — Манасія I Старий, граф (887—918)

### Німеччина
Східне Франкське королівство — Людовик IV Дитя, король (900—911)
- Баварське герцогство — Арнульф Злий, герцог (907—937)
- Саксонське герцогство — Оттон I, герцог (880—912)
- Тюринзьке герцогство — маркграф Сорбської марки Оттон I, герцог (908—912)
- Франконське герцогство — Конрад I, герцог (906—918)
- Майнцьке архієпископство — Хатті I, архієпископ (891—913)
- Констанцьке єпископство — Саломон III (891—920) фон Рамшваг, єпископ
- Швабське герцогство — Бурхард I, герцог (909—911)

### ЦентральнатаСхідна Європа
- Болгарське царство — Симеон I Великий, князь (893—927)
- Чеське князівство — Спитігнєв I, князь (894—915)
- Сербське князівство — Петар Гойникович, князь (892—917)
- Угорське князівство — (надьфейеделем) Жольт, князь (907— 946/947)
- Приморська Хорватія — Мунцімир, герцог (892—910); Томислав I, князь, король (з 925) (910-928)
- Київська Русь — Олег Віщий, князь (882—912/922)
- Волзька Болгарія — Алмиш, хан (895—925)
- Хозарський каганат — Аарон I, бек-мелех (900—910); Менахем I, бек-мелех (910—914)

### Іспанія
- Арагонське графство — Галіндо II Аснарес, граф (893—922)
- Астурійське королівство — Альфонсо III Великий, король (866—910); Фруела II, король (910—924)
  - Алавське графство — Муньо Велас, граф (883—921)
  - Бургоське графство — Гонсало Фернандес, граф (899—915)
  - Кастильське графство — Гонсало Фернандес, граф (909—915)
- Галісійське королівство — Ордоньо II, король (910—924)
- Кордовський емірат — Абдаллах, емір (888—912)
- Наваррське королівство (Памплона) — Санчо I Гарсес, король (905—925)
- Леонське королівство — Гарсія I, король (910—914)

### Середнє Франкське королівство
- Лотарингія — король Людовик IV Дитя, король (900—911)
  - Верхня Бургундія — Рудольф I, король (888—912)
  - Еноське графство — Сігард, граф (898—920)
  - Кельнське архієпископство — Герман I, архієпископ (890—923)
  - Трірське єпископство  — Ратбод (Radbod), єпископ (883—915)
  - Намюрське графство — Беренгер, граф (908 — бл. 924)
- Нижнє Бургундське (Прованське) королівство — Людовик III Сліпий, король (887—928)

### Італія
Беренгар I Фріульський, король Італії (887—924 з перервами)
- Венеційська республіка — П'єтро Трібуно, дож (887—912)
- Беневентське князівство — Атенульф I, князь (900—910); Ландульф I, князь (910-943)
- Салернське князівство — Гваймар II, князь (901—946)
- Капуанське князівство — Атенульф I, князь (887—910); Ландульф I, князь (910-943)
- Неаполітанське герцогство — Григорій IV, герцог (898—915)
- Папська держава — Сергій III, папа римський (904—911)
- Тосканська марка — Адальберт II Багатий, маркграф (886—915)
- Фріульська марка — Беренгар I, маркграф (874—924)

### Візантійська імперія
- Візантійська імперія — Лев VI, імператор (886—912)

## Азія

### Західна Азія
- Аббасидський халіфат — Аль-Муктадір, халіф (908—932)
- Яфуриди (Ємен) — Асад I ібн Ібрагім, імам (898—944)
- Кавказ:
  - Абхазьке царство — Костянтин III, цар (894—923)
  - Вірменія (Анійське царство) — Смбат I, цар (890—913/914)
  - Тао-Кларджеті — Адарнасе II, цар (888—923)
  - Кахетія — Квіріке I, князь (893—918)
  - Сюні — Григор Супан II, нахарар (в Гугарку 859—912/913); Смбат (Саак), нахарар (909—940)
  - Тбіліський емірат — Джаффар I бен Алі, емір (882—914)

### Центральна Азія
- Персія:
  - Табаристан — Шервін II, іспахбад (896—930)
- Середня Азія:
  - Саманідська держава (Бухара) — Абу Наср Ахмад ібн Ісмаїл, емір (907—914)
  - Хорасан (династія Саффаридів) — Лейс ібн Алі, емір (909—910); Абу Алі Мухаммад ібн Алі, емір (910—911)

### Південна Азія
- Індія:
  - Венгі— Східні Чалук'я — Бхіма I, магараджа (892—921)
  - Гуджара-Пратіхари — Махендрапала I, магараджахіраджа (890—910); Бходжа II, магараджахіраджа (910—913)
  - Західні Ганги — Ереганга Неєтімарга II, магараджа (907—921)
  - Імперія Пала — Нараянпала, магараджа (873—927)
  - Кашмір — Камалука, магараджа (904—940)
  - Держава Пандья — Мараварман Раджасімха II, раджа (900—920)
  - Парамара (Малава) — Вакпатирайя I, магараджа (893—918)
  - Раштракути — Кришнараджа II Акалаварша, магараджахіраджа (878—914)
  - Чола — Парантака I, магараджа (910—950)
  - Ядави (Сеунадеша) — Дхадіяппа I, магараджа (900—920)

### Південно-Східна Азія
- Кхмерська імперія — Гаршаварман I, імператор (900—923)
- Бан Пха Лао — Лао Кап, раджа (904—924)
- Мианг Сва — Кхун Кхум, раджа (бл. 900—920)
- Наньчжао — Сувень Тайшан-хуанді (Чжен Женьминь), ван (909—926)
- Паган — Сале Нгакве, король (904—934)
- Чампа — Бхадраварман II, князь (бл. 905 — бл. 910); міжцарів'я (бл. 910 — бл. 918)
- Індонезія:
  - Матарам — Балітунг, шрі-магараджа (898—910)
  - Сунда — Віндусакті Прабу Деваген, король (895—913)

### Східна Азія
- Японія — Дайґо, імператор (897—930)
- Китай (Епоха п'яти династій і десяти царств):
  - Пізня Лян — Тай-цзу (Чжу Вень), імператор (907—912)
  - Мінь — Ван Шеньчжи, князь (909—925)
  - Рання Шу — Ван Цзянь, імператор (907—918)
  - У — Ян Лунянь, король (908—920)
  - У Юе — Цянь Лю, король (907—932)
  - Ци — Лі Маочжень, князь (907—924)
  - Чу — Ма Інь, король (907—930)
- Бохай — Да Іньчжуань (Мо-ван), ван (бл. 907—926)
- Корея:
  - Сілла — Хьогон, ван (897—912)
  - Пархе — Теїнсон, тійо (906—921)
  - Хупекче — Кьон Хвон, ван (900—935)
  - Тхебон — Кун Є, ван (901—918)

## Африка
- Аудагаст — Тамім, емір (бл. 900—919)
- Імперія Гао — Косой (Муслім Дан), дья (бл. 890 — бл. 920)
- Фатімідський халіфат — Убайдаллах аль-Махді, емір (909—934)
- Магриб — Йахья ібн Ідріс ібн Умар ібн Ідріс ас-Сагір, халіф (904—921)
- Некор — Саїд II ібн Саліх, емір (864—916)